# مزار-سو (شهرستان تاق‌تاگل)
مزار-سو (به لاتین: Mazarsu) یک روستا در قرقیزستان است که در شهرستان تاق‌تاگل واقع شده‌است. مزار-سو ۱٬۵۶۲ نفر جمعیت دارد و ۱٬۱۴۳ متر بالاتر از سطح دریا واقع شده‌است.